# Bigorneau
Pour l’article ayant un titre homophone, voir Bigorno.
Taxons concernés
- Sous-classe :
  - Prosobranchia
- Principales familles :
  - Trochidae
  - Littorinidae
  - Muricidaemodifier

Le bigorneau, mot provençal probablement dérivé de bigorne (signifiant petite enclume à deux cornes en référence à son apparence), est, dans l'acception usuelle et notamment commerciale, le plus consommé des petits gastéropodes marins à coquille spiralée. Dans ce sens, il correspond à l'espèce Littorina littorea. Du fait de son importance économique, ce nom est compris et utilisé partout, y compris au Québec où il a fait l'objet d'une décision de normalisation par l'Office québécois de la langue française. Plus largement, la dénomination englobe les autres espèces du genre Littorina et par extension celles de la sous-famille des Littorininae, les « littorines ».
Par confusion, d'autres petits gastéropodes marins sont dénommés bigorneaux, en particulier ceux de l'estran dont la coquille est spiralée et bombée. C'est à cette désignation approximative que se rattachent notamment certains membres de la famille des Muricidae, sous le nom de bigorneaux perceurs.

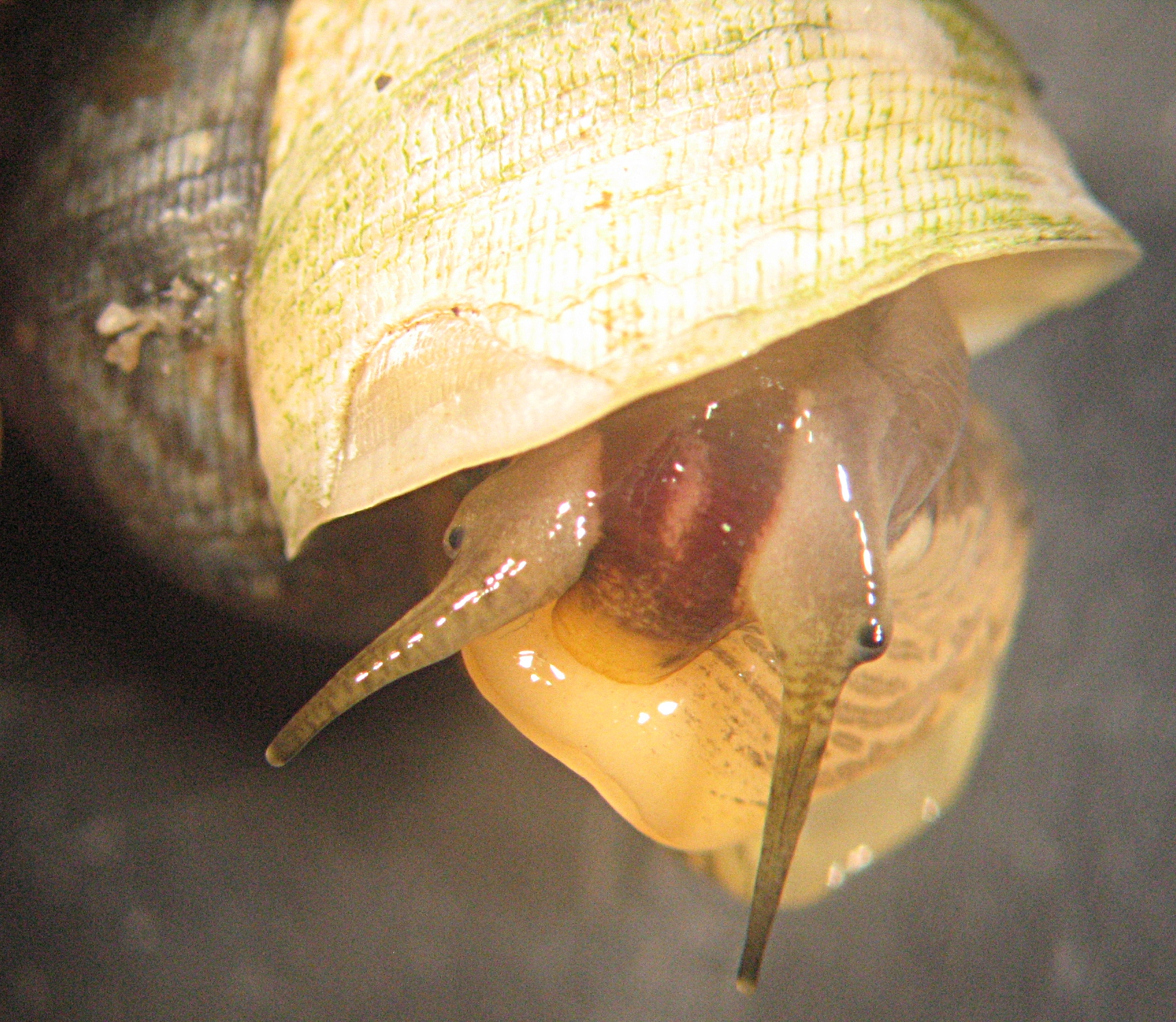
Les deux cornes (tentacules sensitifs rétractiles avec un petit œil près de leur base) valent aux littorines le nom familier de bigorneau.

## Taxons concernés

### Bigorneaux vrais du «groupe des littorines»
- Littorina littorea, vrai bigorneau, connu aussi sous les dénominations francophones suivantes : bigorneau commun, bigorneau gris, bourgot, littorine, vignot (sur le littoral de la Manche), guignette (sur le littoral compris entre la Loire et la Gironde) et bigorneau anglais (au Canada où il a été introduit) ainsi que bigorne, brigaud, farin et berlingaou en Bretagne ... En anglais il se nomme Periwinkle.
- Autres espèces comestibles du genre Littorina : Littorina fabalis, Littorina sitkana et Littorina obtusata (bigorneau jaune dont les enfants font des colliers sur les côtes françaises)[3]
- Bien que n'entrant pas ordinairement dans la consommation humaine, Littorina saxatilis est dénommée bigorneau rude, bigorneau rugueux ou bigorneau des rochers.

### Troques

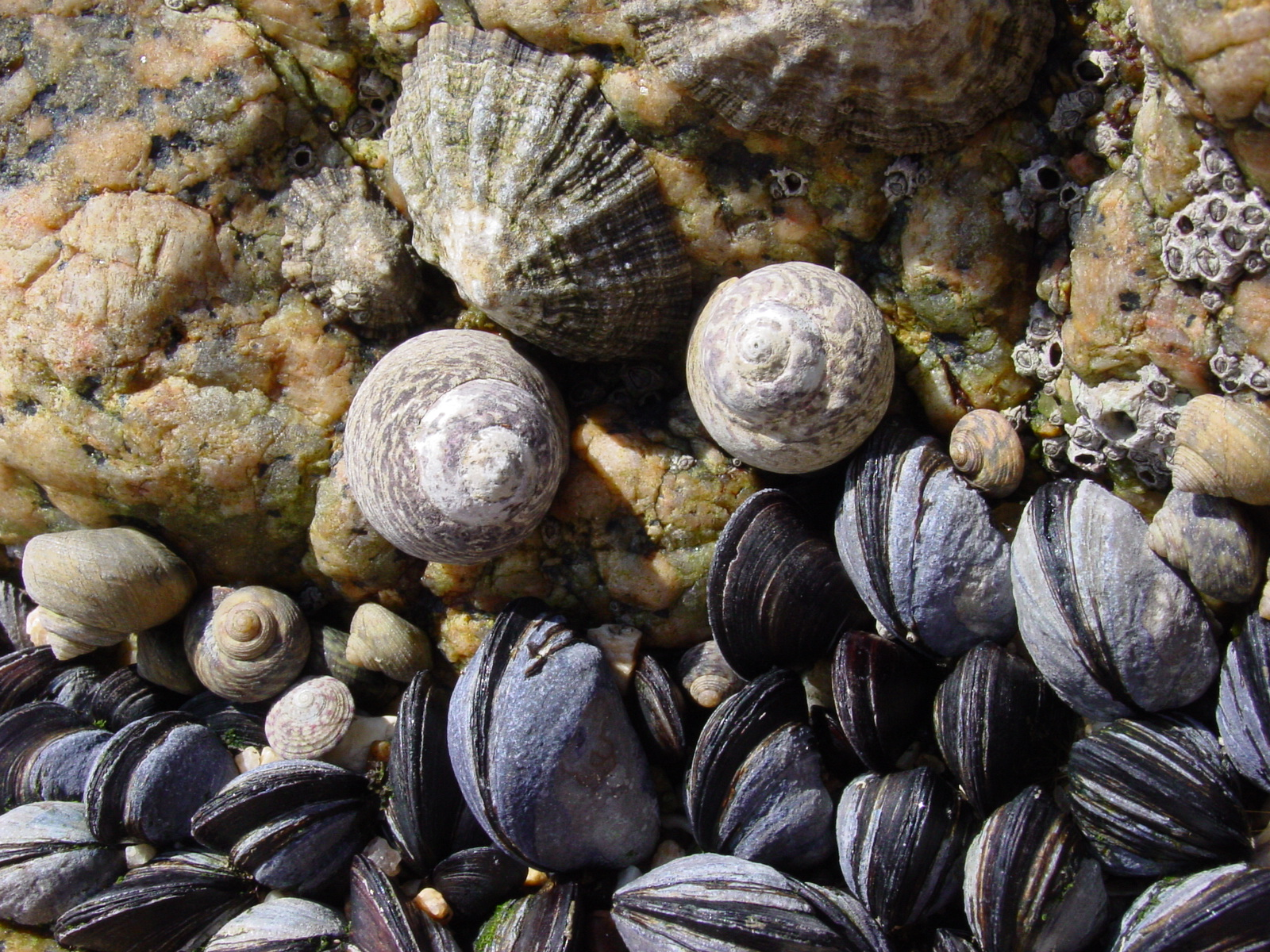
Diversité de la faune malacologique littorale. Bigorneaux gris au milieu de patelles, de balanes, de Monodontes et de moules sur un rocher relativement abrité de la houle.

Certains représentants de la famille des Trochidae (troques, gibbules) sont régulièrement appelés « bigorneaux de chien » sur le littoral atlantique français. Cette appellation est probablement liée au fait qu'ils sont méprisés, leur valeur alimentaire étant jugée bien moindre que celle du « vrai » bigorneau : ils sont plus durs, souvent moins charnus et moins savoureux. En fait, on tend à nommer « bigorneau de chien » toute espèce de bigorneau que l'on ne mange pas, y compris les bigorneaux perceurs (voir plus bas) ou les nasses.
- Monodonte (en)[5],[6], le plus grand des bigorneaux de chien avec Gibbula magus, a été régulièrement consommé par les populations côtières depuis la Préhistoire[7]. Espèce-sentinelle, elle sert d'indicateur du changement climatique[8]. Son exploitation comme nettoyeurs de vitre d'aquariums est évoquée afin de réduire le prélèvement dans leur environnement naturel de gastéropodes tropicaux utilisés à cet effet[9]. Sa couleur de base gris vert, crème ou brun clair lui vaut d'être parfois également nommé « bigorneau gris ». Elle porte également le nom vernaculaire de troque épaisse ou de gibbule épaisse, en raison de sa coquille épaisse et solide[10].

- Osilinus turbinatus

- Calliostoma zizyphinum, une autre troque, a été signalée sous le nom de « bigorneau de homard »[11].

### Bigorneaux perceurs
Un certain nombre d'espèces de la famille des muricidés portent le nom de bigorneaux perceurs. Il s'agit d'animaux prédateurs, s'alimentant essentiellement à partir de bivalves. Trois d'entre eux sont très régulièrement désignés sous cette appellation en raison des dégâts importants qu'ils peuvent provoquer dans les élevages conchylicoles (moules, huîtres, palourdes).
- Nucella lapillus, également nommé « bigorneau blanc » ou « pourpre ».
- Ocenebra erinacea, aussi connu sous l'appellation vernaculaire « cormaillot ».
- Ocinebrellus inornatus, une espèce originaire de la mer du Japon, introduite accidentellement à la faveur des importations d'huîtres creuses japonaises et qui pose — ou a posé — de graves problèmes économiques dans le bassin de Marennes-Oléron ainsi qu'au Canada.

Le terme de bigorneau perceur peut être employé dans un sens générique. Au Québec, par exemple, Ocinebrellus inornatus est nommé « bigorneau perceur japonais ». Par ailleurs, deux muricidés invasifs, Rapana venosa, également originaire de la mer du Japon et Urosalpinx cinerea, en provenance des côtes est de l'Amérique du Nord, sont parfois, par extension, qualifiés de bigorneaux perceurs en dépit de leur taille très supérieure à celle d'un bigorneau classique.

## Autres noms vernaculaires
Le terme « bigorneau » a fini par dominer toutes les autres appellations vernaculaires, au point d'être unanimement compris dans tout le domaine francophone, y compris en Amérique du Nord. D'autres noms peuvent toutefois subsister de manière plus ou moins courante dans l'usage local. La liste ci-dessous est très loin d'être exhaustive.
- Au Québec, en Acadie et aux îles de la Madeleine, les bigorneaux sont régulièrement nommés « borlicocos » (avec diverses variantes)[13], ne pas confondre avec « bourgots » (diversement orthographié) qui veut dire Buccin[14].

- En Normandie et plus généralement sur tout le littoral de la Manche (i.e. en Picardie), le terme « vignot » (ou « vigneau ») semble, à côté de noms plus locaux (poulot à Fécamp), toujours répandu chez les populations du littoral. Le terme « brelin » est utilisé dans le Cotentin.

- En Basse-Bretagne où les appellations en langue bretonne sont légion, c'est le terme « bigorneau » qui est généralement employé en français, mais il est souvent abrégé en « bigorne ».

- En Haute-Bretagne, on trouve « brigaud » et « farin » dans la Baie de Saint-Brieuc et « berlingaou » dans la région de Pléneuf[15].

- En Vendée et sur le littoral charentais, à côté d'autres appellations comme « guignette » ou « cagouille »[16], on retrouve l'appellation « borgau »[17] des québécois (on sait que de nombreux habitants de ces régions ont participé à la colonisation de la Belle Province).

Quant au terme « littorine », son origine est manifestement savante puisqu'il s'agit de la francisation du nom de genre latin Littorina. Il est toutefois désormais couramment utilisé, avec ou sans épithète, pour désigner les différentes espèces de ce genre.
Il arrive enfin — peu fréquemment il est vrai — que la dénomination « escargot de mer » soit proposée en synonymie de « bigorneau », presque toujours dans des documents de vulgarisation. Il est peu probable qu'elle ait une origine véritablement populaire. Il s'agirait plutôt d'une désignation à visée pédagogique, soulignant la ressemblance entre un animal terrestre universellement connu et un parent maritime certainement moins familier, en particulier pour les populations de l'intérieur.
En Bretagne on parle aussi du "pharin", sans doute parce qu'il est bien souvent l'hôte des phares.

## Compétitions sportives
Le championnat du monde de lancer de bigorneau est organisé annuellement à Sibiril (Finistère). Sa piste de cracher - de 20 mètres de long - a permis au record mondial de la spécialité d'avoisiner les 11 mètres.